# Шёберг, Фредрик
Фредрик Шёберг (швед. Fredrik Sjöberg; 31 августа 1958 в Вестервике) — шведский писатель, энтомолог, журналист и переводчик. Он работает, кроме прочего, в качестве литературного критика в газете Svenska Dagbladet. Шёберг живёт на острове Рунмарё в Стокгольмском архипелаге.
Фредрик Шёберг изучал биологию и геологию. Специализируется в систематике мух из семейства журчалок. Автор нескольких художественных и публицистических книг.
Наибольшую известность получил роман Шёберга «Ловушка Малеза», сочетающий лирические размышления натуралиста, повествование о жизни насекомых и биографию шведского энтомолога Рене Малеза. Книга была переведена на английский, немецкий, норвежский, французский, датский, исландский, русский, испанский, итальянский и нидерландский языки. Шёберг был номинирован в 2004 году на шведскую Августовскую премию. В России это же произведение было номинировано на премию «Ясная Поляна» в 2016 году. Роман стал первой частью трилогии «Путь коллекционера мух» (Flugsamlares Vag). В 2016 году Шёберг получил Игнобелевскую премию «за автобиографическую трилогию о радостях собирания мертвых и ещё не мертвых мух».
Также Шёбергу принадлежат переводы с норвежского, английского и французского.